# Neocodia asna
Neocodia asna är en fjärilsart som beskrevs av William Schaus 1911. Neocodia asna ingår i släktet Neocodia och familjen nattflyn. Inga underarter finns listade i Catalogue of Life.